# Castanhal
Castanhal este un oraș în Pará (PA), Brazilia.